# كاتي إيدير
كاتي إيدر (من مواليد 1999/2000) ناشطة أمريكية ورائدة أعمال اجتماعية أسست وقادت مشاريع التأثير الاجتماعي مثل 50 ميلا أكثر وهي منظمة أمريكية غير ربحية يقودها الشباب وتعمل على إنهاء العنف المسلح في الولايات المتحدة من خلال العمل على المستوى الشعبي المحلي من أجل السيطرة على الأسلحة و حكايات الأطفال و تحالف المستقبل ، حيث تشغل حاليًا منصب المدير التنفيذي لتحالف المستقبل.

## النشأة والتعليم
ولدت إيدر ونشأة في ميلووكي ، ويسكونسن. تخرجت كاتي من مدرسة شوروود الثانوية في عام 2018 وهي حالياً تدرس في جامعة ستانفورد. هي الأصغر بين خمسة أطفال.

## النشاط
تنشط كاتي في مجال حقوق الأطفال وفي مجال البيئة

### حكايات الأطفال
عندما كانت كاتي تبلغ من العمر 13 عامًا ، أسست منظمة غير ربحية وهي منظمة حكايات الأطفال ، وذلك لتقديم ورش عمل للكتابة الإبداعية ، يدرسها المراهقون ، للأطفال الذين ليس لديهم إمكانية الوصول إلى تجارب الكتابة خارج المدرسة. خلال ورشة عمل حكايات الأطفال ، يكتب الأطفال قصة قصيرة تُنشر في مختارات ويكتب الأطفال عن البيئة وعن الحقوق العامة للطفل ،وشارك 1500 طفل من تسع دول في ورش عمل حكايات الأطفال.

### 50 ميلا وأكثر
نظمت كاتي وطلاب آخرون من مدرستها الثانوية مسيرة 50 ميلاً من ماديسون ، ويسكونسن إلى جينسفيل ، ويسكونسن ، مسقط رأس رئيس مجلس النواب الأمريكي السابق بول ريان ، للاتصال به لدوره في حجب ودفن تشريعات السلاح. قادت هذه المسيرة التي تبلغ 50 ميلاً أكثر من كاتي وفريقها لإطلاق حملة وطنية تسمى #50 ميلا وأكثر. والتي تهدف لحظر العنف المسلح.

## الأوسمة والجوائز
- جائزة الروح الاحترازية للمجتمع - التكريم الوطني.[5]
- جائزة ديلر تكون أولام.[6]
- جائزة Three Dot Dash - حاضنة ريادة الأعمال الاجتماعية العالمية - قمة السلام العادل.[7]
- الرابطة الدولية لمحو الأمية - جائزة 30.[8]
- جائزة AFS-USA Project Change – Vision in Action[9]